# Helianthus occidentalis
Helianthus occidentalis là một loài thực vật có hoa trong họ Cúc. Loài này được Riddell mô tả khoa học đầu tiên năm 1836.